# Ориенций
Орие́нций (лат. Orientius; фр. Orens d'Auch; ум. ок. 440) — христианский латинский писатель, живший в первой половине V века. Личность его, по всей вероятности, тождественна с одноимённым епископом города Ош, который в 439 году был послом Теодориха I к римским полководцам Аэцию и Литорию.
О его жизни известно в первую очередь из христианских легенд. Родился в римской Испании на территории современной Каталонии в семье местного губернатора; его родители были глубоко верующими христианами. Образование получил в лучших школах севера и юга Испании. После смерти отца и старшего брата унаследовал должность губернатора, однако из-за глубокого религиозного чувства ушёл с государственной службы, раздал своё имущество бедным и стал отшельником в Лаведанской долине. Около реки Исаби (фр. Isaby) его усилиями были устроены приют для неимущих и мельница. Согласно легендам, поток паломников, желавших спросить у него совета, был столь велик, что вскоре Ориенций покинул своё жилище и спрятался от людей в пещере, где строго постился, проводил время в чтении псалмов, а свои половые органы якобы опоясал железной цепью. Ему приписывается совершение многочисленных чудес, в том числе исцеление тяжело больных, а также инициирование обширных разрушений языческих святилищ. Был епископом города Ош, причём, согласно легенде, сам Господь указал жителям избрать его епископом. Якобы именно его усилиями после поражения римлян от вестготов было заключено перемирие, когда в 439 году он в качестве вестготского прелата был направлен Теодорихом I к римским командирам Аэцию и Литорию. После этого события, дабы избежать славы, он вернулся в свою пещеру, несмотря на то, что ему предлагали место в соборе. Был похоронен в Оше.
Под именем Ориенция до нас дошла большая поэма в 1036 строк «Commonitorium» («Увещание») в 2-х книгах. Руководящая идея сочинения высказана автором в самом начале: «Кто желает вечной жизни, тот да научится здесь познать путь к ней». В 1-й книге Ориенций высказывается в первую очередь против прелюбодеяния и алчности, во 2-й порицает тщеславие, ложь и пьянство. «Commonitorium», согласно оценке ЭСБЕ, «принадлежит к лучшим образцам христианских поучительных стихотворений; оно отличается сердечным тоном и теплотой. Язык его по большей части свободен от риторики».
Ориенций составил также 24 молитвы, из которых до нас дошли 2, в ямбических триметрах. Остальные приписываемые Ориенцию стихотворения — например, о рождении и воплощении Христа — вероятнее всего, не принадлежат ему.
Единственная сохранившаяся рукопись произведений Ориенция — Ashburnhamensis Librianus 73, X век. Издание её было осуществлено Эллисом (1888) в венском «англ. Corpus Scriptorum Ecclesiasticorum Latinorum» (том XVI). Характеристику Ориенция дал Манитус в «Geschichte d. christlich-lateinischen Poesie bis zur Mitte des VIII Jahrhunderts» (Штутгарт, 1891).

## Источник
- Малеин А. И. Ориенций // Энциклопедический словарь Брокгауза и Ефрона : в 86 т. (82 т. и 4 доп.). — СПб., 1890—1907.